# Idioma buyei
El idioma buyei es una lengua hablada por el grupo étnico de los buyei en el sur de la provincia china de Guizhou. Es una lengua tai septentrional de la rama lingüística Tai de la familia de lenguas kra-dai, el idioma tiene más de 2,5 millones de hablantes nativos y también es utilizado por el pueblo giay en algunas partes de Vietnam. También hay hablantes nativos que viven en Francia o Estados Unidos y que emigraron de China o Vietnam, aunque aproximadamente el 98% de los hablantes nativos se encuentran en China.
Las características del buyei son similares a las de los demás miembros de su rama lingüística. Generalmente es monosilábico y el orden de las palabras y las partículas son las principales formas de gramática. Los arranques de  sílaba del buyei coinciden estrechamente con las de otras lenguas tai del norte, con una simplificación y fusión relativamente rápidas. Se puede demostrar que las oraciones buyei contienen muchos niveles diferentes de fraseo.
La escritura buyei contemporánea se desarrolló después del abandono de la Política de la Alianza de Escritura Buyei-Zhuang en 1981 y fue diseñada entre 1981 y 1985. Es enfocada y fonológicamente representativa y toma como base el dialecto del condado de Wangmo.

## Distribución
Según una encuesta realizada en la década de 1950 por el gobierno chino, la lengua buyei tal como se habla en Guizhou se puede dividir en tres grupos dialectales generales (Snyder 2008). 
1. El grupo Guizhou del Sur (Qian), el más grande de los tres, de la prefectura autónoma de Qianxinan Bouyei y Miao, que es mayoritariamente inteligible con los dialectos Guibian y Guibei zhuang. Esta lengua vernácula se habla en los condados de Wangmo, Ceheng, Luodian, Dushan, Libo, Duyun, Pingtang, Zhenfeng, Anlong, Xingren y Xinyi.
2. El grupo Guizhou Central (Qian), el siguiente más hablado de los tres, se extiende por toda la Prefectura Autónoma Buyei y Miao de Qiannan y los suburbios de Guiyang, y es parcialmente inteligible con los dialectos de Guizhou del Sur (es muy similar a los dialectos Zhuang del norte de Guangxi). Esta lengua vernácula se habla en los condados de Longli, Guiding, Qingzhen, Pingba, Kaiyang, Guiyang y Anshun.
3. El dialecto occidental de Guizhou (Qian), el menos hablado de los tres, se habla en los condados de Zhenning, Guanling, Ziyun, Qinglong, Pu'an, Liuzhi, Panxian, Shuicheng, Bijie y Weining. Los dialectos occidentales muestran características más singulares que los otros dos grupos. Algunos dialectos occidentales tienen oclusivas aspiradas, lo cual es una característica poco común en las lenguas tai del norte (Snyder 2008).

La encuesta de Wu, Snyder y Liang (2007) es la encuesta del buyei más completa hasta la fecha.
Las variedades zhuang Yei de la prefectura de Wenshan (Yunnan) están estrechamente relacionadas con las variedades buyei de Guizhou. Muchos otros idiomas fuera de China con los nombres "Yei", "Yay", "Yoy" también están estrechamente relacionados.

### Vietnam
El buyei también se habla en el  norte de Vietnam por varios grupos, el pueblo buyei del distrito de Muong Khuong de la provincia de Lào Cai y en el distrito de Quan Ba de la provincia de Ha Giang y por los giáy. Edmondson y Gregerson (2001) han determinado que su idioma es más similar a los dialectos buyei del suroeste de Guizhou. Los giáy son un grupo oficialmente reconocido en Vietnam que suman casi 50.000 almas. Algunos registros de hogares de los giáy de Vietnam indican que sus antepasados abandonaron Guizhou hace 160 años durante la dinastía Qing y viajaron por tierra hasta el sur de Yunnan y luego pasaron a Vietnam (Edmondson y Gregerson 2001). Esto coincide con la Rebelión Miao (1854-1873) de Guizhou. Los giáy se encuentran en los siguientes lugares de Vietnam.
- Provincia  Lao Cai
  - Pueblo de Tả Van cerca de Sa Pa
  - Distrito de Bát Xát
  - Distrito de Mường Khương
  - Distrito de Bao Yên
- Provincia  Hà Giang
  - Distrito de Yên Minh
  - Distrito de Đồng Văn
- Provincia  Lai Châu
  - Distrito de Mường Tè
  - Distrito de Phong Thổ
- Provincia  Cao Bang
  - Distrito de Bao Lạc

Algunos Giày se encuentran en la provincia de Yên Bái.
Los giáy del distrito Mường Khương de Lào Cai que se llaman a sí mismos Tu Dí [ thu zi ] solo pueden hablar una forma de chino del suroeste, y no giáy. Su autónimo proviene de su lugar de origen ancestral, que es Duyun de la provincia china de Guizhou. Según los registros de su hogar, habían llegado al condado de Maguan y a la prefectura de Honghe hace unos 200 años. De manera similar, algunos giáy de Vietnam informan que tienen parientes que aún viven en Hekou, provincia de Yunnan (Edmondson y Gregerson 2001).
El pueblo Pu Nả del distrito de Tam Đường, provincia de Lai Châu, Vietnam, se llama a sí mismo Vần Nả (vần significa "pueblo") y suman alrededor de 5.000 personas (Lò 2012: 11-20). También se les llama Quý Châu (Guizhou 贵州), Sa Quý Châu, Củi Chu, Pu Y o Pâu Thìn. Los Pu Nả viven en las siguientes aldeas del distrito de Tam Đường (Lò 2012:18).
- Comuna de Bản Giang
  - bản Coc Pa
  - bản Giang
  - bản Nà Bỏ
  - bản Nà Sài
  - bản Nà Cơ
  - bản Tẩn Phủ Nhiêu
- Comuna de Thèn Xin
  - bản Lở Thàng
  - Thèn Xin
- Comuna de San Thàng
  - bản Tả Xin Chải
  - Xéo Xin Chải
  - Phan Lỉn

El idioma Yay descrito por William J. Gedney es de hecho el dialecto giáy de Mường Hum, en el distrito de Bát Xát, Lào Cai (Edmondson y Gregerson 2001). También hay otras lenguas tai del norte relacionadas que se hablan en Vietnam, como Bố Y, Nhang y Quy Châu (posiblemente estrechamente relacionadas con el Tai Mène de Laos). El Bố Y procedía originalmente de los alrededores del condado de Wangmo en el suroeste de Guizhou. Algunos subgrupos de Bố Y se llaman a sí mismos Pu Na o Pu Thin, que significa "gente de los arrozales".

### Laos
También hay algunos hablantes en Laos. En Laos, el pueblo giáy se llama yang, nombre que también usan los cuatro pueblos rau que viven allí.
El pueblo yang, también escrito nhang, está ubicado en la provincia de Louang Namtha, la provincia de Oudomxay y la provincia de Phongsaly. Estas tres provincias limitan con Yunnan y una de ellas con Vietnam.

## Escritura

### Escritura antigua buyei
La escritura antigua buyei se creó tomando prestados elementos de los caracteres chinos o imitando sus formas, y es similar al sawndip. Los artículos recolectados eran en su mayoría libros de chamanes de los antepasados buyi, que se usaban para seleccionar días auspiciosos, números y direcciones afortunados y para adivinación. Las escrituras también produjeron libros y obras literarias de los nuo. Las escrituras nuo han circulado ampliamente entre el pueblo buyi en la región de Libo durante más de mil años para alabar la bondad, condenar el mal, defender la filialidad y promover la verdad, la bondad y la belleza; y estos se han convertido en el código de conducta entre el pueblo buyei local. El poema épico Wang Yulian fue una obra literaria que se cree que es la narración de una historia china en idioma buyei. Sus copias manuales son populares en el municipio de Zhexiang, el condado de Wangmo en Buyei y la prefectura autónoma de Miao en el suroeste de Guizhou.

### Alfabeto buyei viejo
En noviembre de 1956, se celebró una conferencia científica en Guiyang para discutir la creación e implementación de un alfabeto latino para el buyei. El resultado fue una escritura similar a algunas romanizaciones del zhuang que utilizaban el dialecto del condado de Longli como base. La escritura fue aprobada por el gobierno chino y se puso en uso en 1957, aunque su uso cesó en 1960.

### Alfabeto buyei actual
En 1981, una conferencia sobre la historia de los buyei revisó la escritura desarrollada en 1956 en un intento de hacerla más práctica y fonológicamente representativa del habla del condado de Wangmo. También fue aprobado por el gobierno chino y adoptado con carácter experimental en 1982. Los comentarios fueron en gran medida positivos y este alfabeto se puso en uso oficialmente en marzo de 1985 y continúa utilizándose hasta el presente.
Comparaciones de la escritura latina buyei vieja y la actual
| Viejo | Actual | AFI  | Viejo | Actual | API  | Viejo | Actual | AFI  | Viejo | Actual | AFI  | Viejo | Actual | AFI     |
| b     | b      | /p/  | ƃ     | mb     | /ɓ/  | m     | m      | /m/  | f     | f      | /f/  | v     | v, qv  | /v, ˀv/ |
| C     | z      | /ts/ |       |        |      |       |        |      | s     | s      | /s/  | r     | r      | /z/     |
| d     | d      | /t/  | ƌ     | nd     | /ɗ/  | n     | n      | /n/  |       |        |      | I     | I      | /l/     |
| gramo | g      | /k/  | gv    | gv     | /kʷ/ | ŋ     | ng     | /ŋ/  | ŋv    | ngv    | /ŋʷ/ | h     | h      | /x/     |
| gy    | j      | /tɕ/ |       |        |      | ny    | ny     | /nʲ/ | x     | x      | /ɕ/  | y     | y, qy  | /j, ˀj/ |
| por   | by     | /pʲ/ |       |        |      | mi    | mi     | /mʲ/ |       |        |      |       |        |         |

| Viejo | Zhuang | Bouyei | AFI  | Viejo | Zhuang | Bouyei | AFI | Viejo | Zhuang | Bouyei | AFI | Viejo | Zhuang | Bouyei | AFI |
| ----- | ------ | ------ | ---- | ----- | ------ | ------ | --- | ----- | ------ | ------ | --- | ----- | ------ | ------ | --- |
| a     | a      | aa     | /aː/ | ə     | ae     | a      | /a/ | mi    | e      | ee     | /e/ | i     | i      | i      | /i/ |
| oh    | o      | oo     | /oː/ | ы     | oe     | oh     | /o/ | tu    | u      | u      | /u/ | ɯ     | w      | e      | /ɯ/ |

Letras de tono
| # | Viejo     | Zhuang    | Buyei       | Dialecto Yangchang     | Dialecto Fuxing |
| - | --------- | --------- | ----------- | ---------------------- | --------------- |
| 1 | ninguno   | ninguno   | yo, q       | 35                     | 24              |
| 2 | ƨ         | z         | z           | 11                     | 11              |
| 3 | z         | j         | c,j         | 13                     | 53              |
| 4 | ч         | X         | x,f         | 31                     | 11              |
| 5 | ƽ         | q         | s           | 33                     | 35              |
| 6 | ƅ         | h         | h, y        | 53                     | 33              |
| 7 | (p,t,k)   | (p,t,k)   | (b, d, g) t | 33 (largo), 35 (corto) | 35              |
| 8 | (b, d, g) | (b, d, g) | (b, d, g)   | 53 (largo), 11 (corto) | 33              |